# 谈修
谈修（1534年—1618年），字思永，号信余，自署梁溪无名生，江苏无锡人，明朝文人、佛教居士。著有《惠山古今考》、《避暑漫笔》、《阿冻笔谈》。

## 家庭
女婿安希范。